# Soyuz MS-03
Soyuz MS-03 foi uma missão de uma nave Soyuz à Estação Espacial Internacional e a 132ª missão do programa russo iniciado em 1967. Ela transportou dois cosmonautas russos e uma astronauta norte-americana até a ISS, onde se integraram à tripulação residente levada no voo anterior, Soyuz MS-02, completando a Expedição 50 na estação. Durante a estadia em órbita os tripulantes também integraram a Expedição 51. A nave permaneceu acoplada à ISS neste período servindo como veículo de escape de emergência.
A astronauta Peggy Whitson, que integrou a tripulação da nave em sua terceira missão espacial e depois comandou a Expedição 51, é a mulher mais velha a viajar ao espaço, então com 56 anos de idade no dia de seu lançamento e a única mulher a comandar a ISS por duas vezes.

## Tripulação
| Posição             | Tripulante     | Duração            | Pousou na   |
| ------------------- | -------------- | ------------------ | ----------- |
| Comandante          | Oleg Novitskiy | 196d 17h 50m 18s * | Soyuz MS-03 |
| Engenheiro de voo 1 | Thomas Pesquet | 196d 17h 50m 18s * | Soyuz MS-03 |
| Engenheira de voo 2 | Peggy Whitson  | 289d 05h 01m 29s * | Soyuz MS-04 |

## Insígnia
A insígnia da missão, desenhada por  Luc van den Abeelen, tem a forma clássica de escudo, encimado pelas bandeiras dos países dos três astronautas que compõem a tripulação, o nome da missão em alfabeto cirílico e romano e a logomarca da Roscosmos logo abaixo. Três dos quatro quadrantes abaixo são ocupados por animais, um búfalo, uma águia e um leão, representando seus três ocupantes e o quarto traz a própria nave  no espaço. Todos os três animais são ligados às orignes dos tripulantes: o búfalo Zubr da Bielorrússia ao comandante russo Novitskiy, a águia tirada do selo de Iowa, estado natal de Whitson e o leão representando as origens normandas do francês Pesquet.

## Lançamento e acoplagem
A Soyuz MS-03 foi lançada da plataforma 1 de Baikonur em 17 de novembro às 20:17 UTC, madrugada local. Após dois dias de viagem ela se acoplou com a ISS em 19 de novembro e seus tripulantes completaram a tripulação da Expedição 50, já em órbita. Durante a viagem foram feitos vários testes do novo equipamento da espaçonave, que substituiu o antigo modelo TMA, usado até 2016.

## Desacoplagem e pouso
Após 196 dias em órbita, a MS-01 desacoplou-se do módulo Rassvet às 11:47 UTC de 2 de junho de 2017, encerrando a Expedição 51, mas trazendo de volta apenas dois tripulantes do lançamento original, Novitskiy e Pesquet, com Whitson continuando a bordo. Por decisão da Roscosmos de diminuir temporariamente o número de russos em missão na ISS, a nave seguinte, Soyuz MS-04, subiu com apenas dois tripulantes, deixando uma assento vago e possibilitando, através de uma acordo entre a Roscosmos e a NASA, que a astronauta norte-americana permanecesse mais três meses em órbita, retornando posteriormente nesta próxima nave e não na MS-03. A cápsula com os dois astronautas pousou suavemente nas estepes do Casaquistão às 14:10 UTC, 20:10 hora local, com a tripulação sendo recolhida pela equipe de apoio em terra.

## Galeria

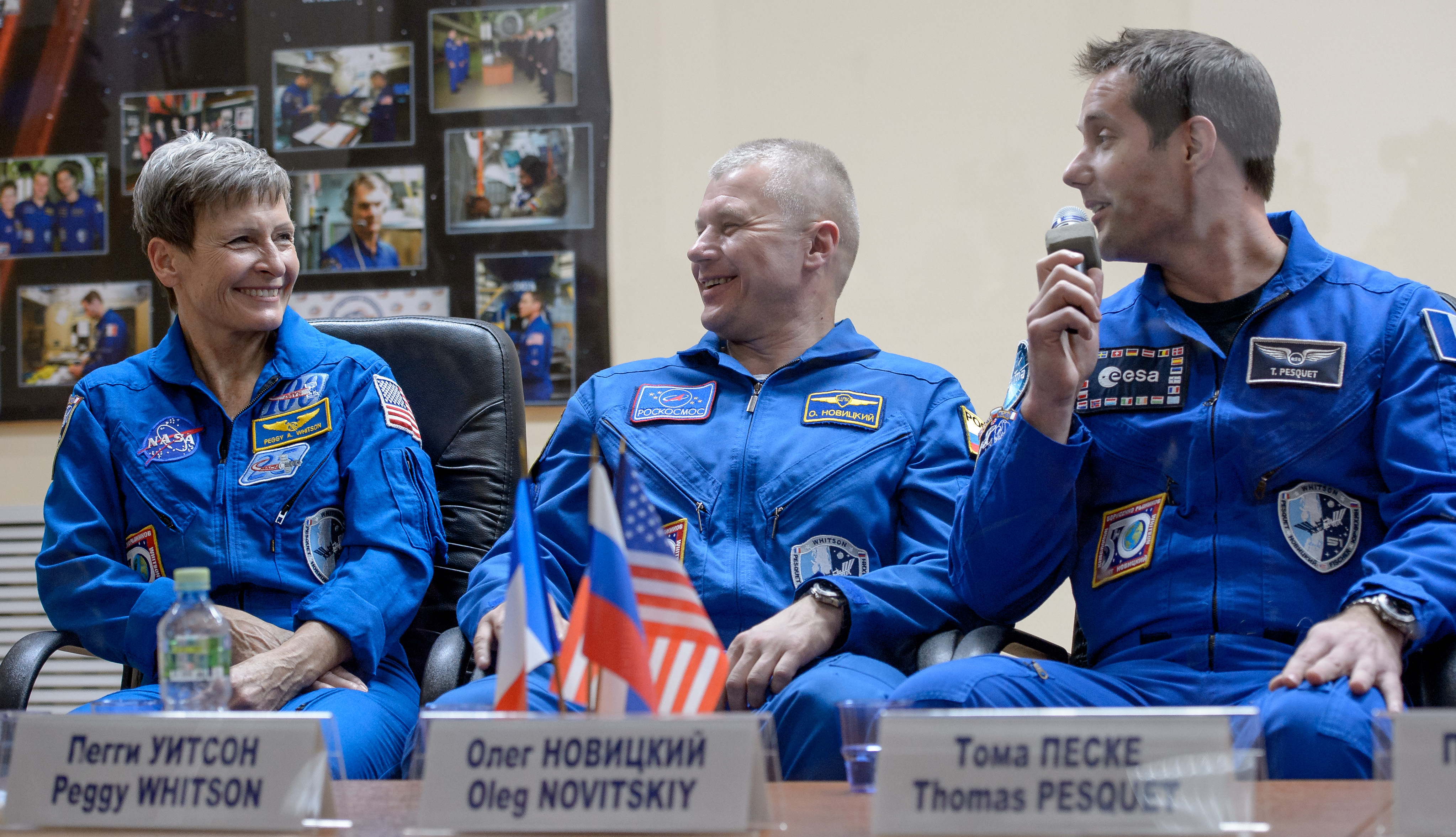
A tripulação numa conferência de imprensa em Baikonur antes do voo.
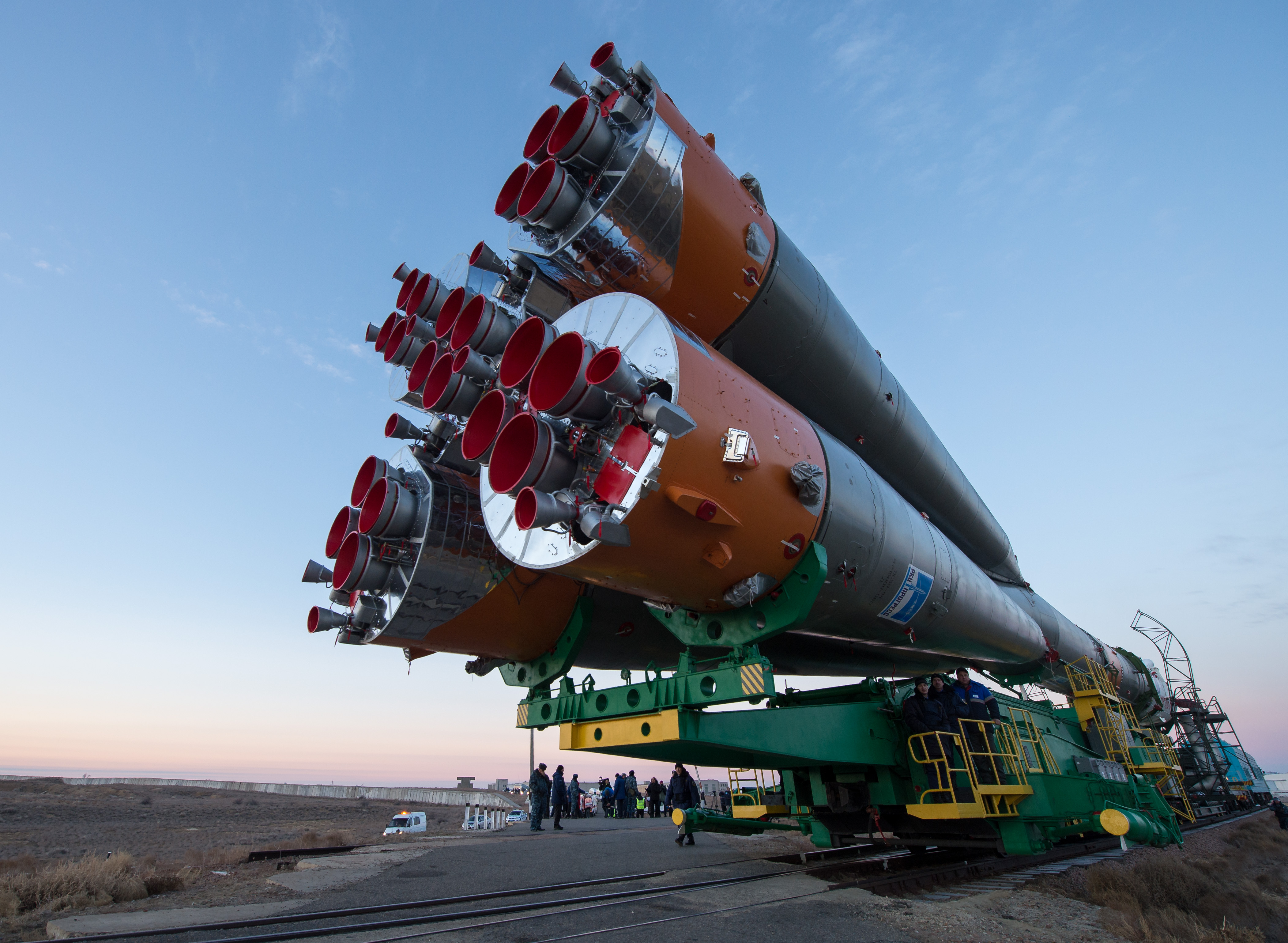
Rollout da nave e do foguete Soyuz-FG  até a plataforma.
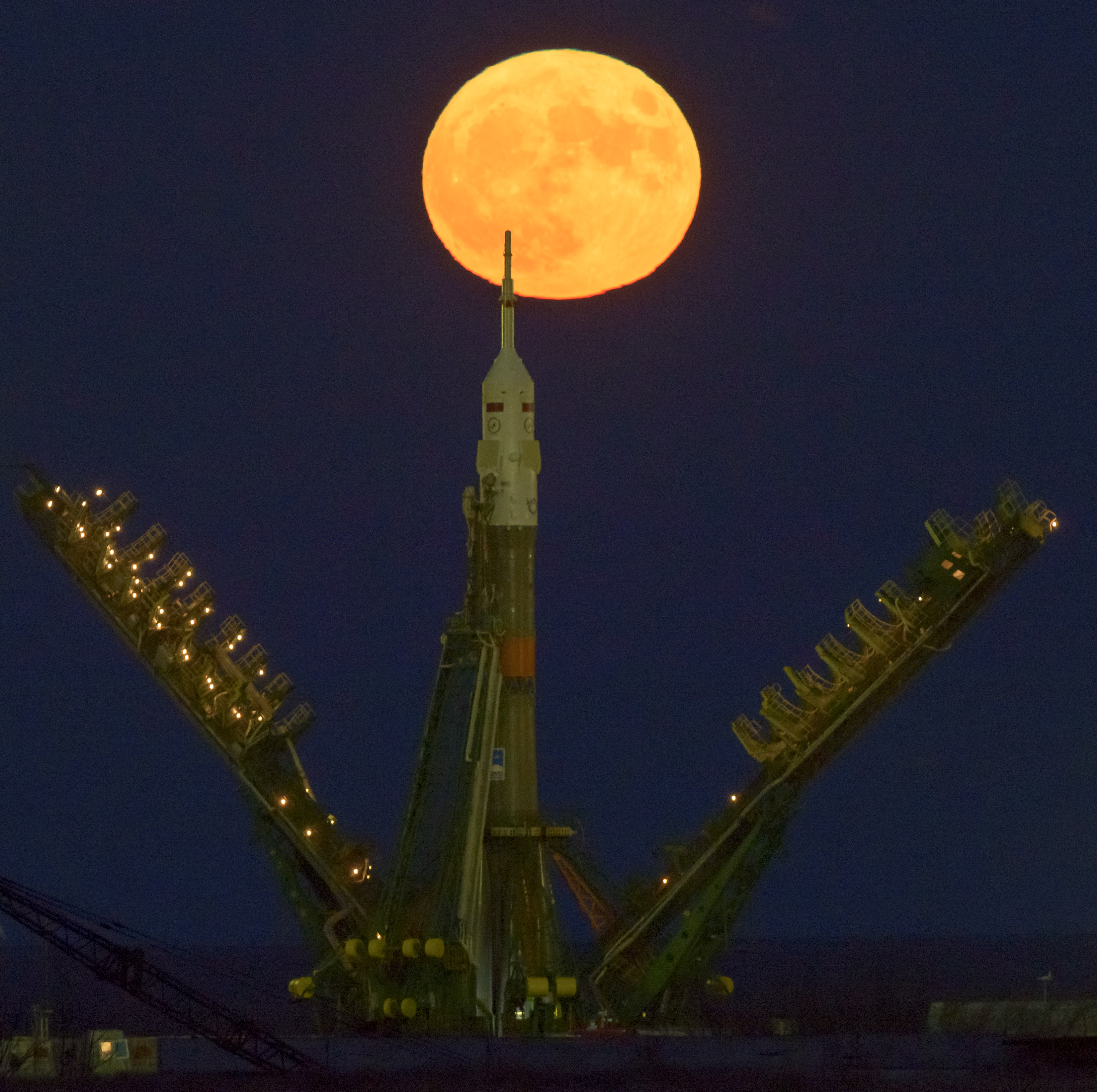
A MS-02 na plataforma de lançamento sob a lua cheia.
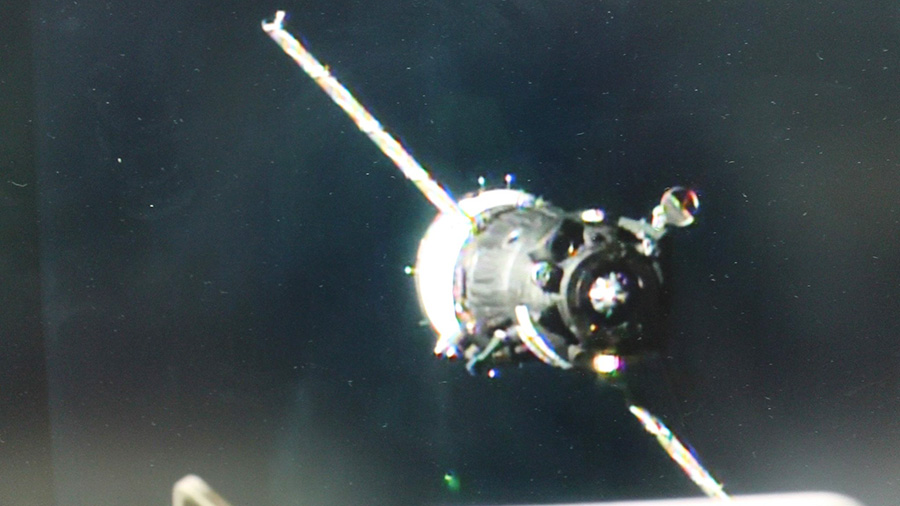
A nave momentos antes da acoplagem na ISS.
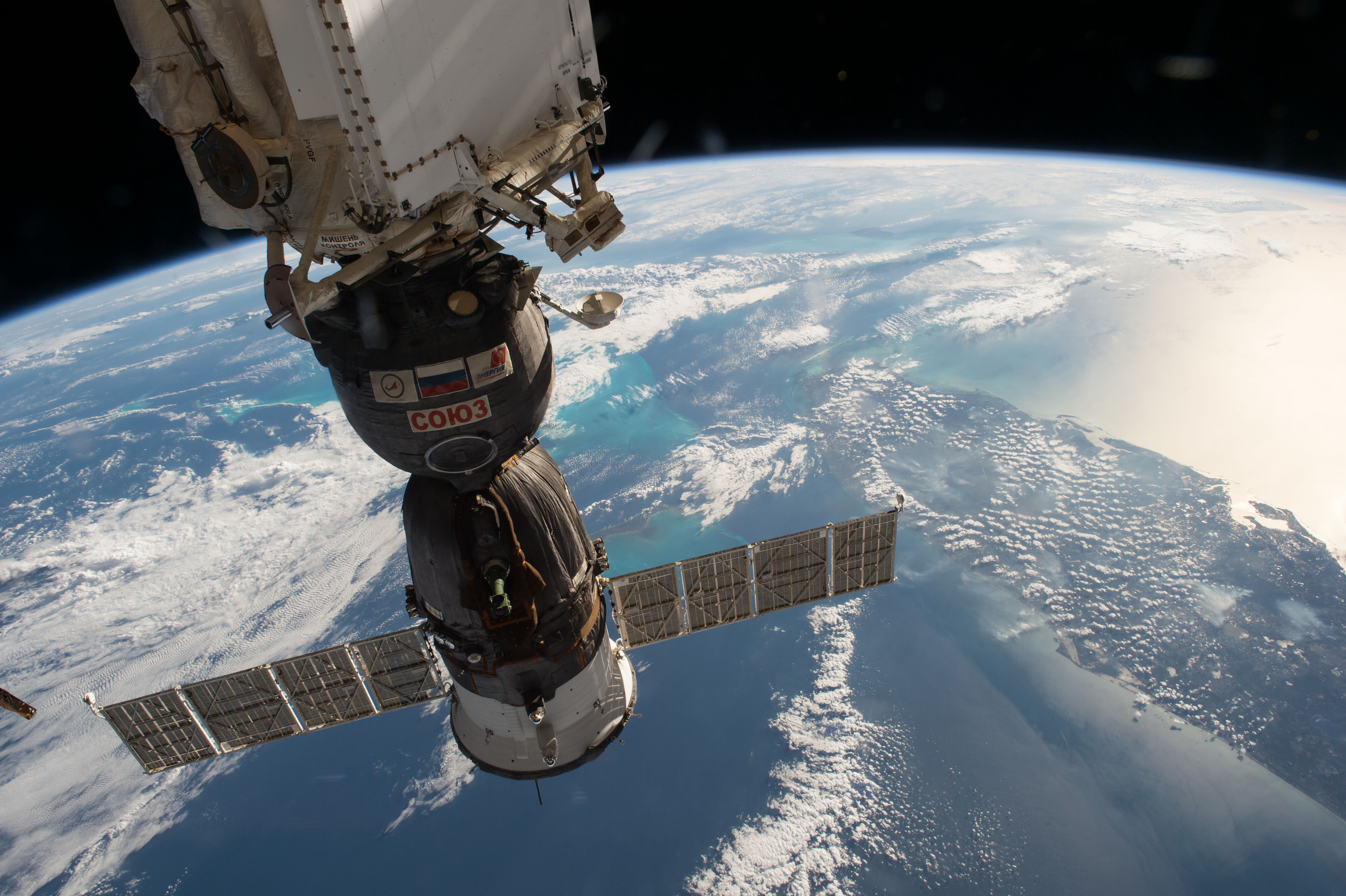
A nave acoplada à ISS sobrevoando a Flórida.
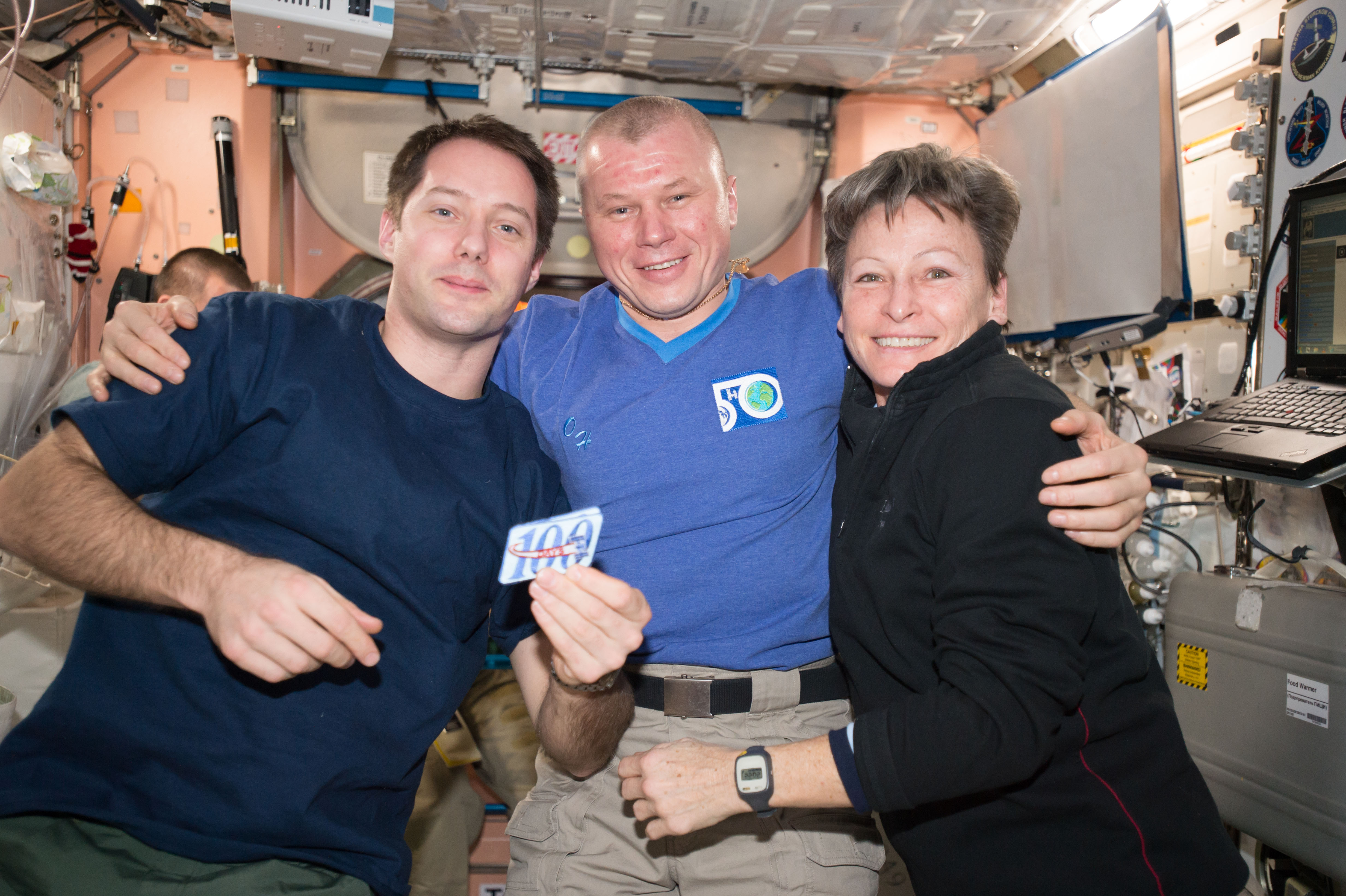
Whitson, Novitskiy e Pesquet comemorando 100 dias no espaço.